# VIVA Austria
 (février 2021).
Si vous disposez d'ouvrages ou d'articles de référence ou si vous connaissez des sites web de qualité traitant du thème abordé ici, merci de compléter l'article en donnant les références utiles à sa vérifiabilité et en les liant à la section « Notes et références ».
VIVA Austria était une chaîne de télévision musicale autrichienne en langue allemande.

## Histoire de la chaîne
VIVA Austria a été lancé en mai 2012, 15 % de la production des chaînes se compose de musique autrichienne, de palmarès et de programmes de style de vie destinés au marché autrichien. Le marketing et la promotion des canaux sont effectués par Goldback Media.  Avant 2012, VIVA a diffusé à travers l'Autriche avec une publicité et un parrainage localisés pour l'Autriche.
Depuis le 8 septembre 2014, VIVA a été diffusé entre 6 h et 17 h. Entre 17 h et 6 h, le programme de Comedy Central Austria a été diffusé. Jusqu'en octobre 2014, il y aura une diffusion simultanée du programme de Comedy Central sur la fréquence partagée avec Nickelodeon (de 20 h 15 à 5 h 45) et sur la fréquence VIVA (de 17 h à 6 h).